# Scandalasc
Scandalàsc (o Monti di Scandalàsc) è una frazione disabitata del comune svizzero di Rossa, nella regione Moesa (Canton Grigioni).

## Geografia fisica
Scandalàsc è situato in Val Calanca, a 1 315 m s.l.m.

## Geografia antropica
Il villaggio non è abitato in maniera permanente, ma consta di nove abitazioni principali e due secondarie, adibite a uso turistico e costruite secondo lo stile del luogo in legno e pietra.

## Infrastrutture e trasporti
È raggiungibile a piedi in circa 20 minuti, percorrendo un sentiero che parte dalla frazione di Santa Domenica. Da Scandalàsc, il sentiero si dirama verso Biancàlan, un alpeggio non più utilizzato da molti anni, e in direzione di Scorsöö (altro villaggio di montagna posto a 1 740 m s.l.m.) e l'Alp de Nàucal. È possibile compiere un circuito, transitando dal Camin de Biancalàn.